# Blue Steel (wapen)
Blue Steel was de codenaam voor een Britse lucht-grondraket met een atoomwapen als lading. De Blue Steel raket was een van de wapens die door de V-Force werden vervoerd ter afschrikking van de Sovjet-Unie tijdens de Koude Oorlog. Blue Steel was operationeel van 1962 – 1970.

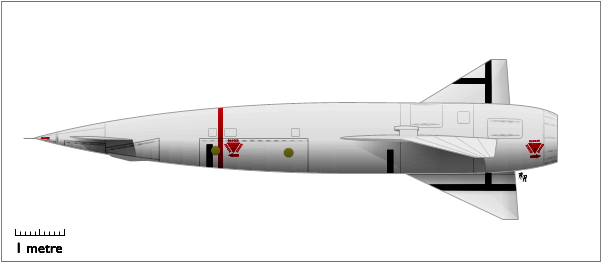
Blue Steel

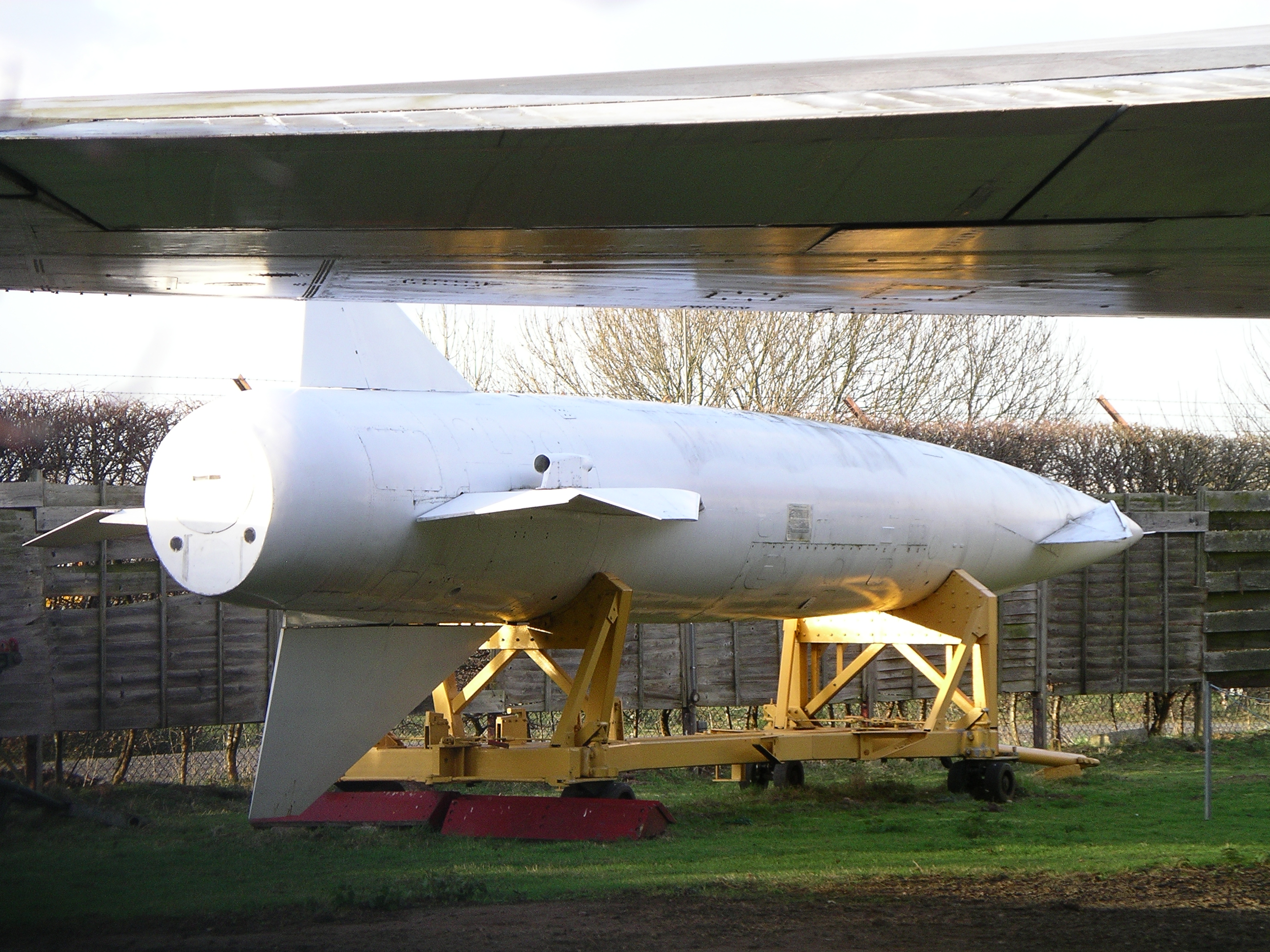
Blue Steel

## Technische gegevens
- aandrijving Armstrong Siddeley Stentor vloeibarebrandstofmotor
- aantal geleverd 55
- bereik tussen 150–200 km
- besturing via uitklapbare deltavinnen
- brandstof hydrazine
- diameter 1,22 m
- geleiding door traagheidsnavigatie
- massa 7280 kg
- lengte 10,7 m
- plafond 22000 m
- snelheid mach 3+

## Geschiedenis
De luchtverdediging van de voormalige Sovjet-Unie werd in de jaren 60 op zo’n niveau gebracht dat een door de bommenwerpers van de V-Force uitgevoerde aanval met Yellow Sun atoombommen tot zeer grote verliezen zou leiden.
Daarom werd het Blue Steel wapen ingevoerd; een supersonische lucht-grondraket bestemd om vervoerd te worden door de toestellen van de V-Force. Blue Steel moest een bereik van minimaal 90 km hebben en een atoombom of waterstofbom kunnen vervoeren. Hierdoor bleven de aanvallende bommenwerpers buiten bereik van de Sovjet-luchtverdediging rondom de doelen.
Blue Steel werd ontwikkeld door de firma Avro en werd gebaseerd op de afmeting van het Green Bamboo splijtingswapen. Dit was 45 inch en de raket kreeg dus een diameter waarin dit wapen paste. Het wapen was uitgerust met zeer nauwkeurige traagheidsnavigatie waardoor de afwijking bij inslag binnen de 100 m CEP van het doel lag. Bovendien kon de navigator van de bommenwerper voor zijn eigen vluchtplan gebruikmaken van het navigatiesysteem van de raket omdat dit nauwkeuriger was dan dat van de bommenwerper zelf.
Dit wapen werd echter nooit in de raket gemonteerd. Een Britse versie van de USAF W-28 waterstofbom met een kracht van 1,1 megaton TNT-equivalent werd in de Blue Steelraket geplaatst. Deze bom, aangeduid als Red Snow, was kleiner in omvang en lichter dan de voorgestelde Green Bamboo.
Blue Steel werd in 1963 operationeel bij de RAF ingevoerd als standaardwapen voor de Avro Vulcan en de Handley Page Victor hoewel zijn beperkingen duidelijk waren. Het vrij korte bereik van de raket betekende dat de bommenwerpers nog steeds kwetsbaar waren voor de Sovjet SAM’s. Een verbeterde Blue Steel Mk2 met vergroot bereik was wel gepland maar het project werd gestopt om de vertraging met de Mk1 zo veel mogelijk te beperken. Het Britse Ministerie van Defensie wilde toen de AGM-48 Skybolt van de USAF aanschaffen en was zeer gefrustreerd toen de verdere ontwikkeling van dat wapen in 1962 werd gestopt.
48 operationele wapens werden geproduceerd en ingezet op 48 Vulcan- en Victor-bommenwerpers; 5 stuks werden als reserve aangehouden, 4 stuks werden als dummy's aangehouden voor diverse RAF-behoeften en 16 stuks werden geproduceerd ten behoeve van de training van bewapeningscrews.
Blue Steel werd officieel op 31 december 1970 buiten dienst gesteld toen de Britse nucleaire afschrikking van de RAF werd overgedragen aan de Polaris onderzeeboten van de Britse Royal Navy.
Een nadeel was dat de raket aangedreven werd door de vloeibare brandstof hydrazine waarmee de raket vlak voor het vertrek moest worden gevuld. Dit nam circa een half uur in beslag en was een gevaarlijk karwei: de brandstof was hoogst explosief en zeer giftig.
Bij lancering werd de raket aangedreven door de hoofdmotor; deze bracht hem op een geprogrammeerde koers naar het doel met een snelheid van meer dan Mach 1,5. Vlak bij het doel versnelde de secundaire motor de raket naar Mach 3. Boven het doel sloeg de motor af en dook de raket dan omlaag. De detonatie was een luchtexplosie.